# Urte Lucht
Urte Lucht (* 18. März 1963 in Stade) ist eine deutsche Cembalistin und Hammerpianistin.

## Leben
Im Alter von vier Jahren begann Urte Lucht mit dem Cembalospiel. Als Jugendliche besuchte sie Meisterkurse bei Gustav Leonhardt, Jos van Immerseel und Nikolaus Harnoncourt. Nach dem Studium in Hamburg, Zürich (bei Johann Sonnleitner) und Basel an der Schola Cantorum Basiliensis (bei Jesper Christensen) begann ihre  Konzerttätigkeit sowohl auf dem Cembalo als auch dem Hammerflügel. Internationale Preise, Rundfunk-, Fernseh- und CD-Aufnahmen folgten.
Urte Lucht trat beim Schleswig-Holstein Musik Festival, Barockfestspiele Arolsen, Tage Alter Musik Regensburg, Bodenseefestival, Europäische Wochen Passau, Landshuter Hofmusiktage auf. Sie konzertierte unter anderem mit Maria Cristina Kiehr, Simone Kermes, Constanze Backes, Andrea Bischoff, Stefan Fuchs (Ensemble Trazom), Leila Schayegh und Frieder Bernius. Neben der historisch informierten Aufführungspraxis hat sie ein großes Interesse an Neuer Musik, belegt durch etliche Erst- und Uraufführungen, unter anderem von Werken Josef Tals und Erhan Sanris.
Im Schweizer Radio SRF war sie als Expertin in der Sendung „Diskothek“ zu hören und ist außerdem Mitbegründerin des Ettenheimer Musiksommers, einer Konzertreihe für Alte Musik in der Barockstadt Ettenheim.
Von 2000 bis 2003 war sie Dozentin an der Int. Frühjahrsakademie für Alte Musik in Stift Geras/Österreich und unterrichtete 2005 bei den Internationalen Sommerkursen in Schloss Bietigheim. Seit 2007 lehrt Urte Lucht an der Staatlichen Hochschule für Musik Karlsruhe.
Urte Lucht wohnt in Ettenheim und hat mit dem Cellisten Stefan Fuchs eine Tochter.

## Werke

### Tonaufnahmen
- 1995: Musik im Bachhaus Johann Sebastian Bach und seine Söhne Ensemble Trazom
- 1996: Kammermusik & Solo-Kantaten Johann Melchior Molter Ensemble Trazom
- 1998: Piano Trios Joseph Haydn Ensemble Trazom mit Elisabeth Bundies (Violine), Stefan Fuchs (Violoncello)
- 2000: Flöten- und Triosonaten Johann Sebastian Bach Ensemble Trazom
- 2001: Ton-Eskapaden Erhan Sanri (geb. 1957 in Istanbul) Stücke in unterschiedlichen Besetzungen
- 2002: Piano Trios Joseph Haydn Ensemble Trazom
- 2009: Haydn - The Masterworks Collection Joseph Haydn Stücke verschiedener Interpreten u. a. Ensemble Trazom Piano Trio in E flat major, H. 15/29
- 2010: Liebe und Tod Joseph Haydn 4. Ettenheimer Musiksommer Ariadne auf Naxos